# Sydstatsengelska
Sydstatsengelska (engelska: Southern English eller Southern American English) är en engelsk dialektgrupp som är en variant av amerikansk engelska, och talas i sydstaterna i USA.

## Ordförråd

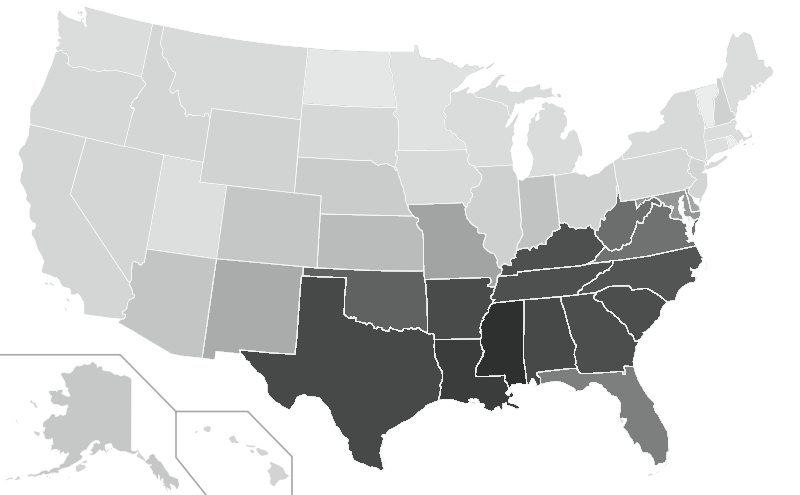
Förekomst av orden you all och y'all.

- y'all (sammandragning av you all): ni (personligt pronomen, andra person plural)